# Johan Kraag
Johannes Samuel Petrus Kraag (Hamilton, 29 luglio 1913 – Welgelegen, 24 maggio 1996) è stato un politico surinamese.
È stato Presidente del Suriname dal 29 dicembre 1990 al 16 settembre 1991.